# Fabiola (performancekunstenaar)

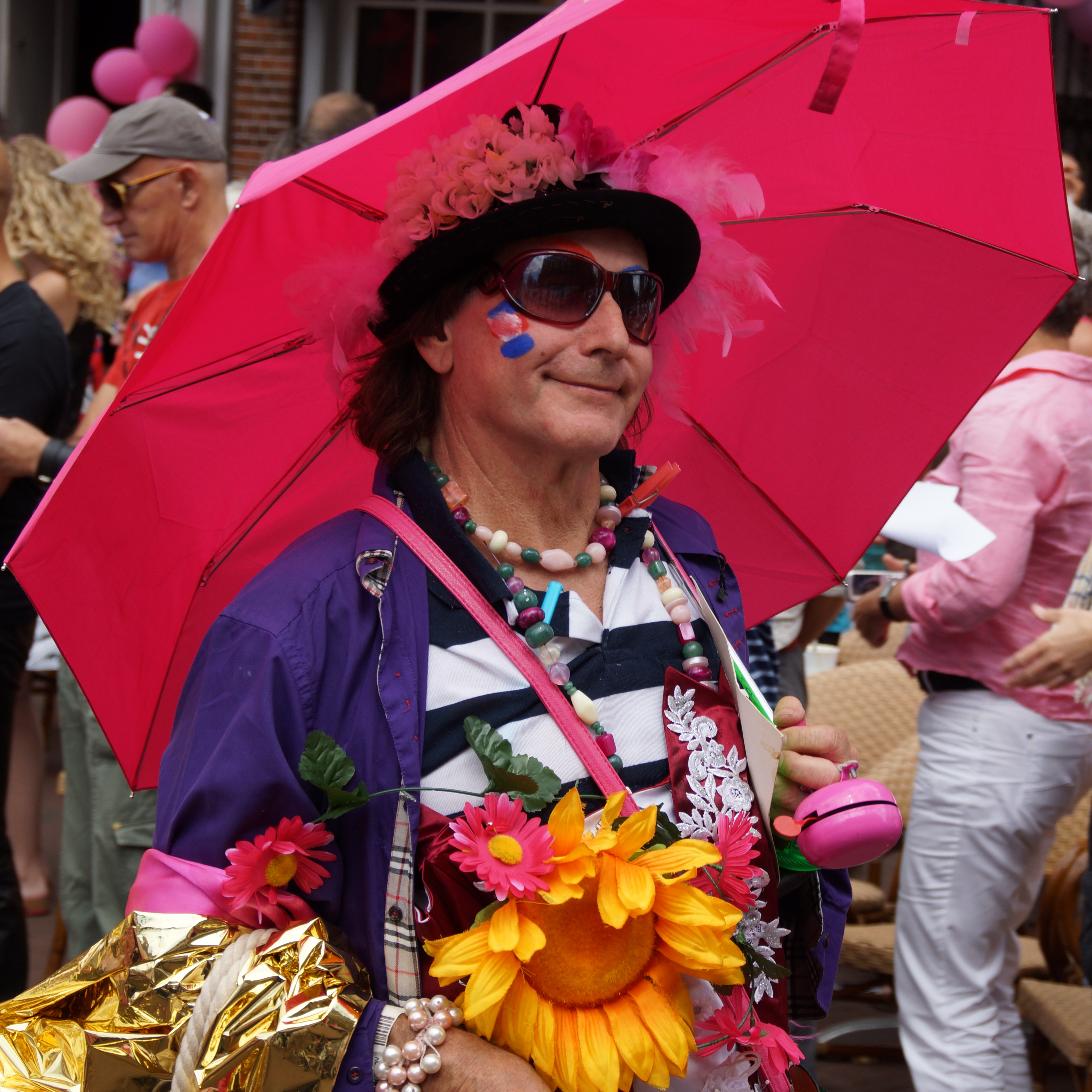
Levend kunstwerk Fabiola tijdens Roze Zaterdag in Haarlem op 7 juli 2012

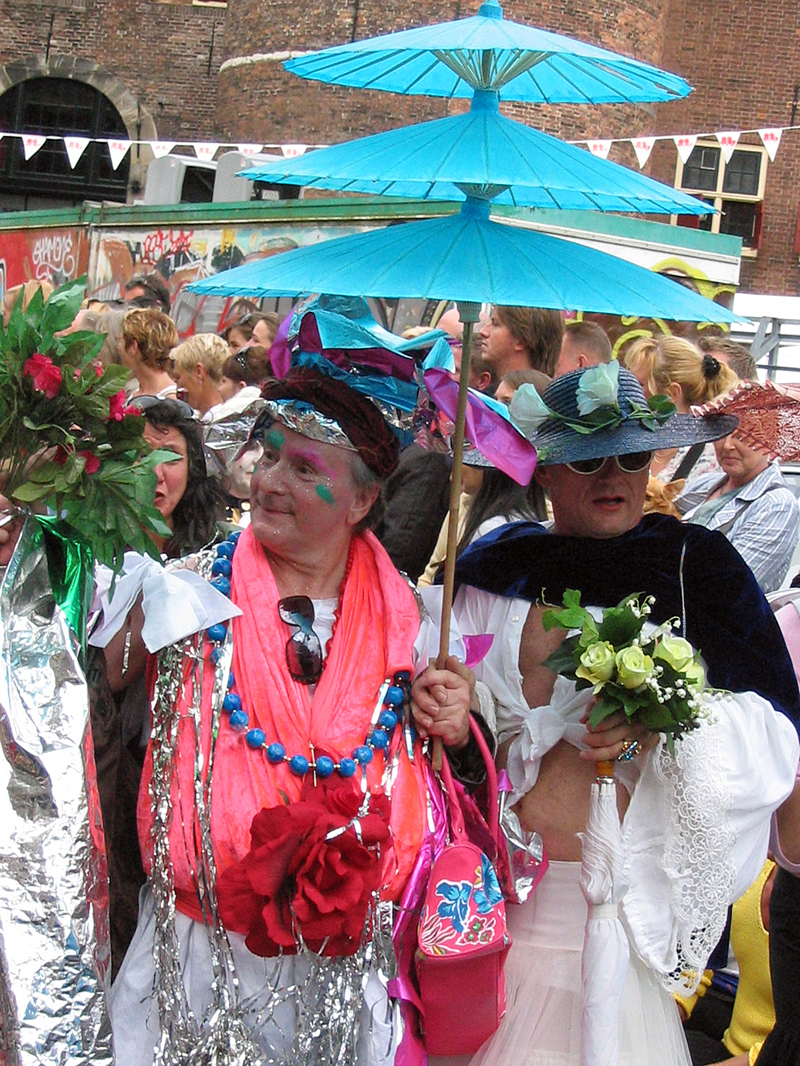
Fabiola (links) tijdens de optocht van de Amsterdamse Hartjesdagen in augustus 2007

Fabiola is de artiestennaam van Peter Alexander van Linden (Weilheim, Duitsland, 26 mei 1946 – Amsterdam, 27 januari 2013), die vanaf de jaren zestig als performancekunstenaar en onder de titel "levend kunstwerk" een bekende verschijning in Amsterdam was.

## Jeugd in Duitsland en België
Van Linden werd in 1946 geboren in Duitsland als kind van een Belgische vader en Duitse moeder, maar al kort daarna door zijn moeder ter adoptie aan een klooster afgestaan. Toen hij twee jaar was, werd hij geadopteerd door een tante uit Beieren, waar hij enkele gelukkige kinderjaren beleefde. Op zevenjarige leeftijd werd Van Linden weer door zijn echte moeder opgehaald en meegenomen naar het industriedorpje Willebroek in de buurt van Antwerpen. Daar groeide hij op in een streng katholiek milieu, waar zijn ontluikende homoseksualiteit een onbespreekbaar onderwerp was.

## Komst naar Nederland
Toen een vriend medio jaren zestig naar Amsterdam vertrok, besloot Van Linden ook naar het liberalere Nederland te gaan. Eerst volgde hij in Naaldwijk een opleiding tot ziekenverzorger, maar hij trok al gauw daarna naar Amsterdam. Daar raakte hij betrokken bij de kraakbeweging en de activistische homogroep Rooie Flikkers. Hij ging zich toen bezighouden met het doorbreken van rolpatronen door onder andere vrouwenkleren te dragen, zonder daarbij volledig een vrouw te willen lijken, zoals bij de meeste travestieten het geval is. Hij presenteerde zichzelf onder de geuzennaam flikker.
Kenmerkend werd zijn extravagante kleding, vaak een jurk, in felle kleuren, met uitbundige en buitenissige hoofddeksels, damesschoenen met extreem hoge hakken, make-up en allerhande accessoires, zoals kralenkettingen, een handtas, waaier of paraplu, en niet zelden omhuld door een flinke hoeveelheid decoratiefolie.

## Levend kunstwerk

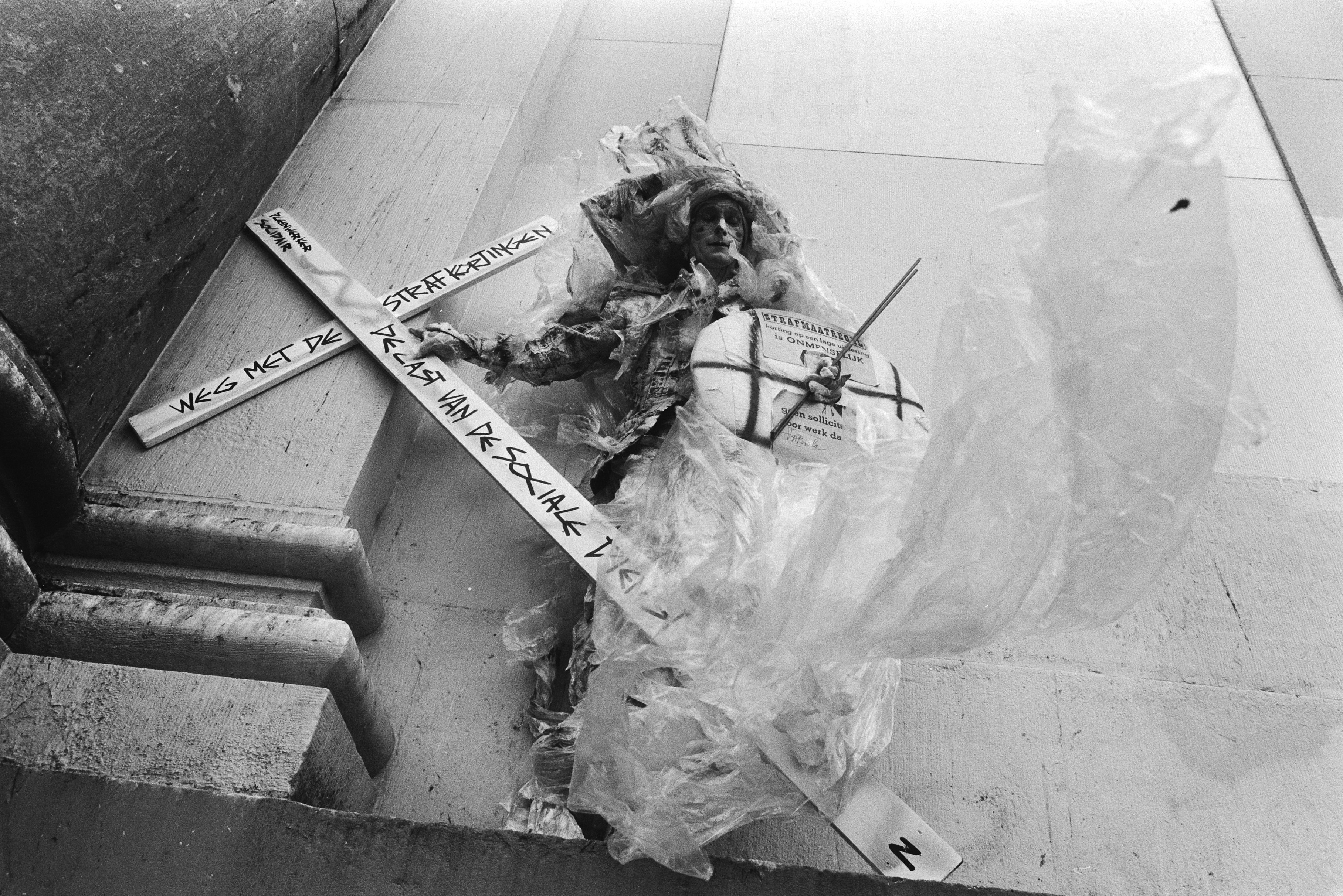
Fabiola staand tegen de gevel van de Mozes en Aäronkerk in Amsterdam, voorafgaand aan een protestmars (1983)

Aanvankelijk noemde Van Linden zich Pierre, maar toen iemand zei dat hij liep als een koningin en daarom een koninklijke naam moest dragen, koos hij voor Fabiola, naar de toenmalige koningin Fabiola van België, ook al had hij naar eigen zeggen niets met het koningshuis en was hij lid van het Republikeins Genootschap.
In de jaren zeventig kreeg hij bekendheid als performance- of bodyartkunstenaar, toen hij in zijn kenmerkende uitdossing in het Amsterdamse Stedelijk Museum op een sokkel ging staan en werd uitgeroepen tot "levend kunstwerk". Vervolgens werd hij uitgenodigd bij de toonaangevende talkshow van Sonja Barend en schreed hij drie weken lang door de witte zalen van het Stedelijk, bewonderd door kunstliefhebbers uit binnen- en buitenland.
Van Linden was tot zijn dood nauw betrokken bij het kunstenaarsdorp Ruigoord nabij Amsterdam.

## Activiteiten
Van Linden wilde met zijn optreden zijn innerlijke, individuele vrijheid tonen en zich verzetten tegen het grijze en grauwe in de samenleving en tegen een cultuur, waarin alles gekocht wordt en bijna niets meer vanuit onszelf komt.
In 2006 stelde Van Linden zich kandidaat als nachtburgemeester van Amsterdam, maar hij werd niet gekozen. Als levend kunstwerk was hij bijna elk jaar aanwezig bij de Roze Zaterdag, de Amsterdam Gay Pride en de Hartjesdagen en daarnaast bij allerlei, vaak homogerelateerde, demonstraties, manifestaties, exposities en feesten.
In 2004 en 2011 kwam Van Linden met een conflict voor in het televisieprogramma De Rijdende Rechter.

## Ziekte en overlijden
Eind 2012 werd bekend dat Van Linden aan darmkanker leed, waaraan hij op 27 januari 2013 in een Amsterdams hospice overleed. Na een uitvaartbijeenkomst op 1 februari werd zijn lichaam in een met bloemen versierd bootje via de Amstel naar de begraafplaats Zorgvlied gevaren en aldaar begraven.